# Vaviquinia
Vaviquinia (Viviquinia) ist ein osttimoresischer Suco im Verwaltungsamt Maubara (Gemeinde Liquiçá).

## Geographie
Der Suco liegt im Norden des Verwaltungsamts Maubara, am Ufer der Sawusee. Südwestlich befindet sich der Suco Gugleur und südlich und östlich der Suco Maubaralissa. Entlang der Grenze zu Maubaralissa fließt der Bahonu Vaviquinia und mündet schließlich östlich vom Ort Maubara, am Ponta Camale Media Ilo, in die Sawusee. Der Mantaro entspringt im Grenzgebiet zu Gugleur folgt der Grenze, biegt dann nach Westen ab und kommt vereinigt mit dem Tikidur als Marae wieder zur Grenze, bis er die Sawusee erreicht. Vor der Gebietsreform 2015 hatte Vaviquinia eine Fläche von 19,53 km². Nun sind es 14,12 km². Der Suco gab Gebiete am Marae und östlich des Bahonu an die Nachbarn ab, darunter die Siedlungen Delesuvati und Vila.
Maubara, der Hauptort des Verwaltungsamts, ist die größte Siedlung des Sucos und liegt im Nordosten an der Küste. Ein Ortsteil am Ufer des Bahonu ist Vavikinia. Westlich des Bahonu liegen an der Grenze zu Maubaralissa die Dörfer Pabalebu (Pabaicbu), Pametapu, Darulara und Nunuana. Nahe dem Marae liegen die Orte Morae und Raenaba. Im Zentrum des Sucos befinden sich die Orte Lebunicta und Lebumeta. Die nördliche Küstenstraße, eine der wichtigsten Verkehrswege des Landes, führt auch an der Küste Vaviquinias entlang. Im Ort Maubara befinden sich zwei Grundschulen, eine Präsekundär-Schule, eine Polizeistation und ein kommunales Gesundheitszentrum. Vor Maubara können Schiffe ankern.
Im Suco befinden sich die sieben Aldeias Darulara, Delesuvati (Delesuvaati), Lebumeta, Morae, Nunuana, Pametapu und Vila.

## Einwohner
In Vaviquinia leben 2.831 Einwohner (2022), davon sind 1.408 Männer und 1.423 Frauen. Im Suco gibt es 525 Haushalte. Über 87 % der Einwohner geben Tokodede als ihre Muttersprache an. Fast 13 % sprechen Tetum Prasa.

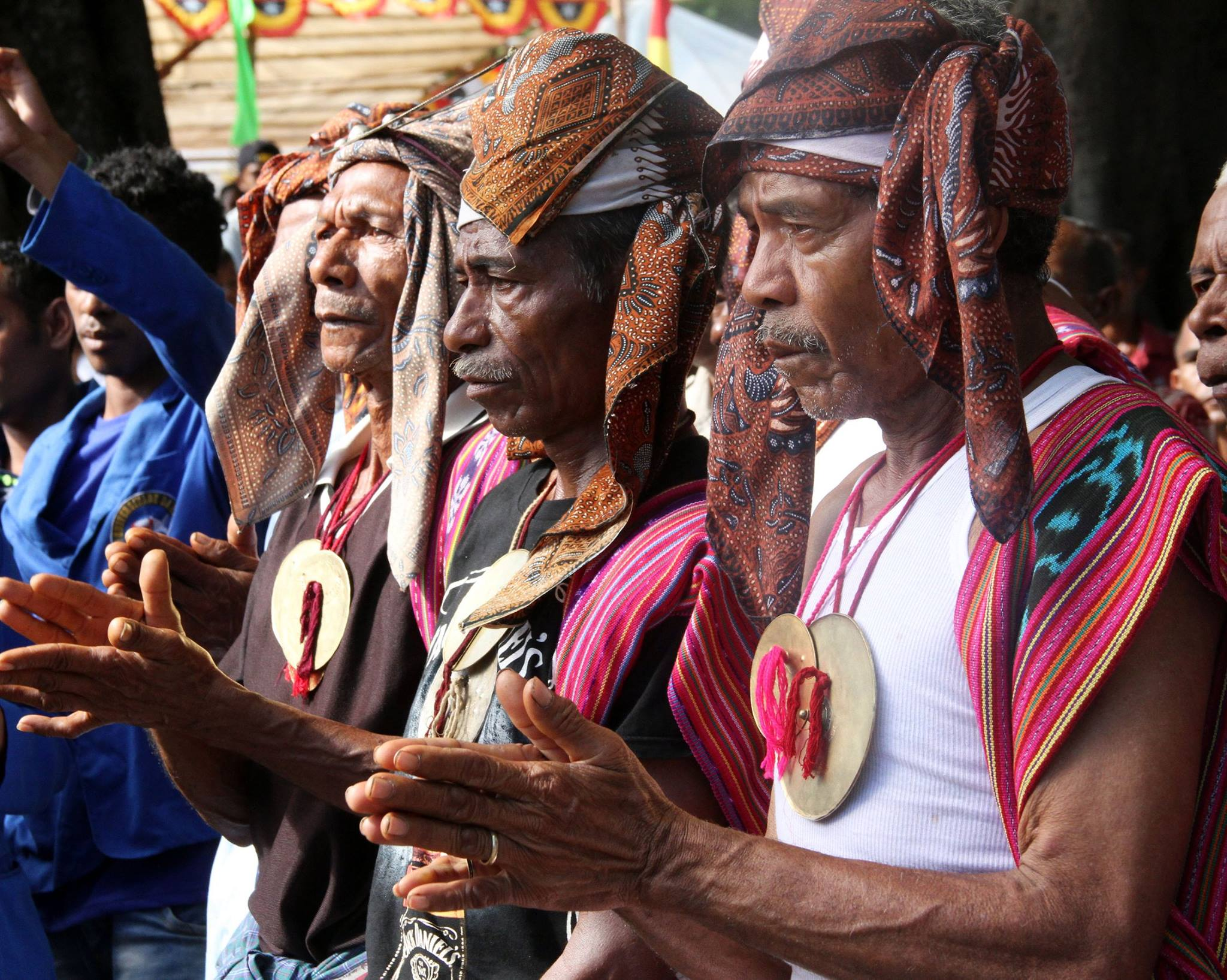
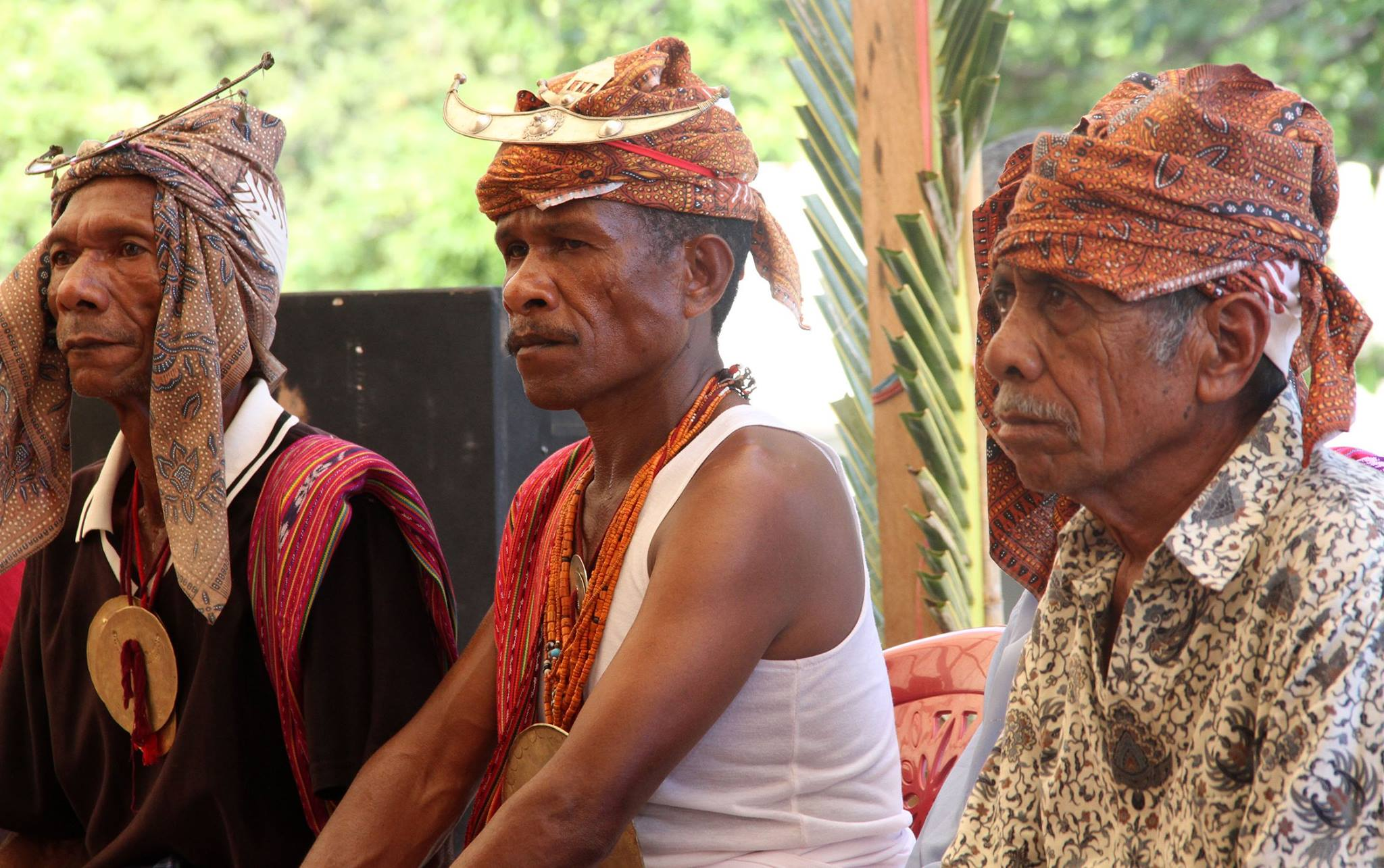

## Geschichte

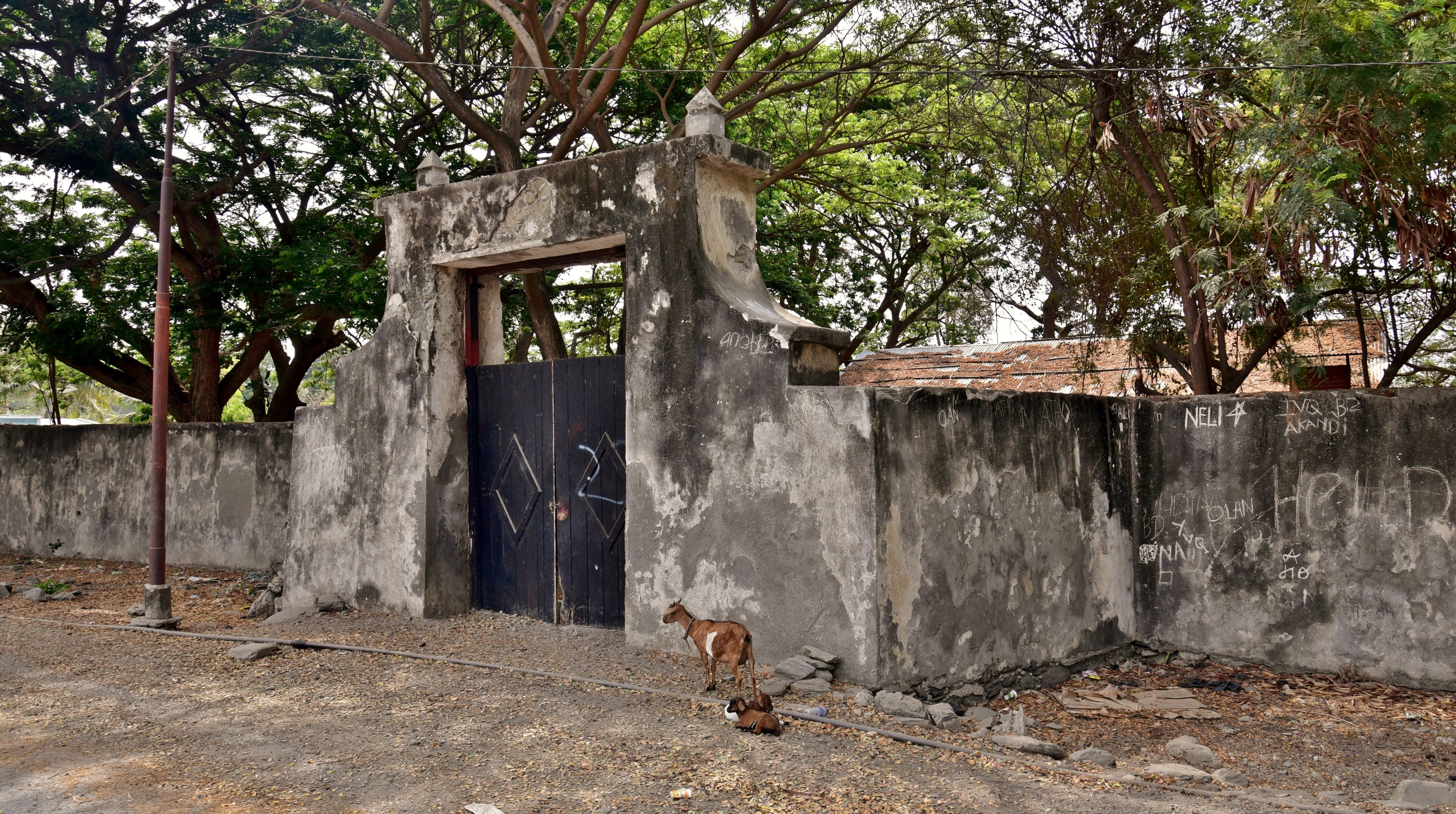
Fort Maubara

1667 kam das Gebiet des heutigen Verwaltungsamts unter den Einfluss der Niederlande, die im Ort Maubara 1756 ein Fort bauten. Im Vertrag von Lissabon vereinbarten die Niederländer 1859 im Rahmen eines größeren Gebietsaustauschs Maubara an die Portugiesen abzutreten. Die Übergabe erfolgte im April 1861. 1869 beschrieb der Kapitän der portugiesischen Korvette Sa de Bandeira Maubara als eine Ansammlung einiger Hütten aus Stroh und Palmblättern, eine davon gehörte dem Kommandanten des dortigen Distrikts. Das Fort aus losen Steinen, nah am Meeresufer, war zu diesem Zeitpunkt nur noch mit einer einzelnen, rostigen Kanone bestückt. 1889 wurde in Maubara eine Zollstation errichtet.
1893 revoltierte Maubara schließlich selbst zusammen mit Atabae, gegen die Ausweitung der militärischen und administrativen Kontrolle Portugals. Der Liurai griff zwei portugiesische Militärposten in Dato und Vatuboro an und versuchte die Niederländer wieder als Schutzmacht zu gewinnen. Infolge der Niederschlagung des Aufstands brach in Maubara die Cholera aus. Im November unterzeichnete der Liurai offiziell einen schriftlichen Vertrag mit Portugal über den Vasallenstatus Maubaras.
Während des Bürgerkrieges zwischen UDT und FRETILIN 1975 floh die Bevölkerung Vaviquinias aus Angst vor Gewalt in das indonesische Westtimor.
Kurz darauf begann Indonesien Osttimor zu besetzen, das sich gerade für unabhängig erklärt hatte. Am 25. Dezember landeten indonesische Truppen nahe dem Ort Maubara, wo es zu Massakern an Zivilisten kam. In Maubara gründete die FALINTIL die base de apoio Malehui, eine Widerstandsbasis, die Zuflucht für Flüchtlinge aus Maubara, Leimea-Craic, Railaco, Atsabe, Ainaro und Zumalai bot. Später wurde die Basis von den Indonesiern zerstört. Ende 1979 gab es sogenannte Transit Camps, in denen die Besatzer osttimoresische Zivilisten internierten, im Ort Maubara und in Lebumeta.
1999 versuchten pro-indonesische Milizen (Wanra) die Stimmung vor dem Unabhängigkeitsreferendum am 30. August mit Gewalt zu beeinflussen. Aus dem Dorf Maubara stammt eine der gefürchtetsten Wanra Osttimors, die Besi Merah Putih (BMP), die vor allem in diesem Subdistrikt zwangsrekrutierte und hier auch ihr Hauptquartier hatte. Viele Menschen flohen aus Angst vor den Zwangsrekrutierungen. Bereits ab Januar 1999 war die BMP aktiv. Sie beging vor dem Referendum und nach der Bekanntgabe der Entscheidung für die Unabhängigkeit Hunderte von Verbrechen. Am 19. Januar griff die BMP den Ort Maubara an, worauf viele Einwohner nach Leotala flohen.

## Politik

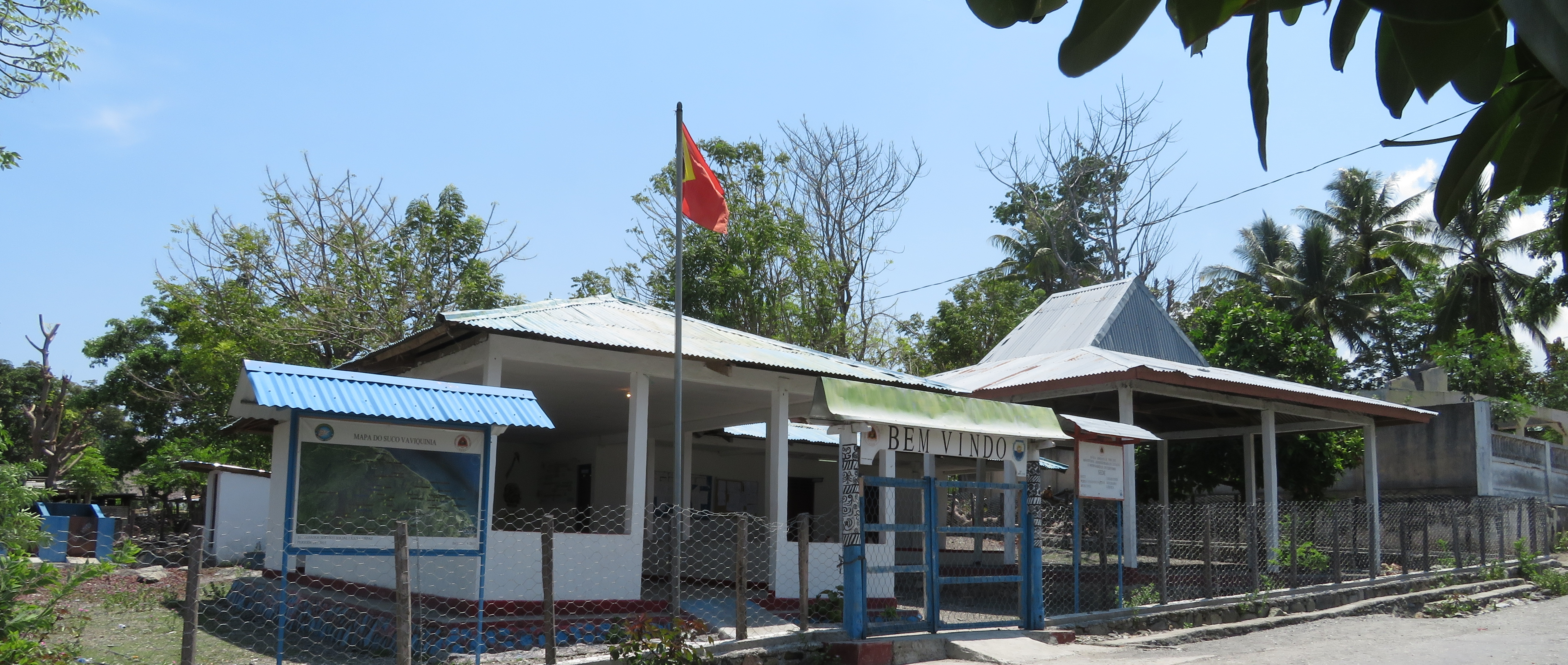
Sitz des Sucos in Maubara

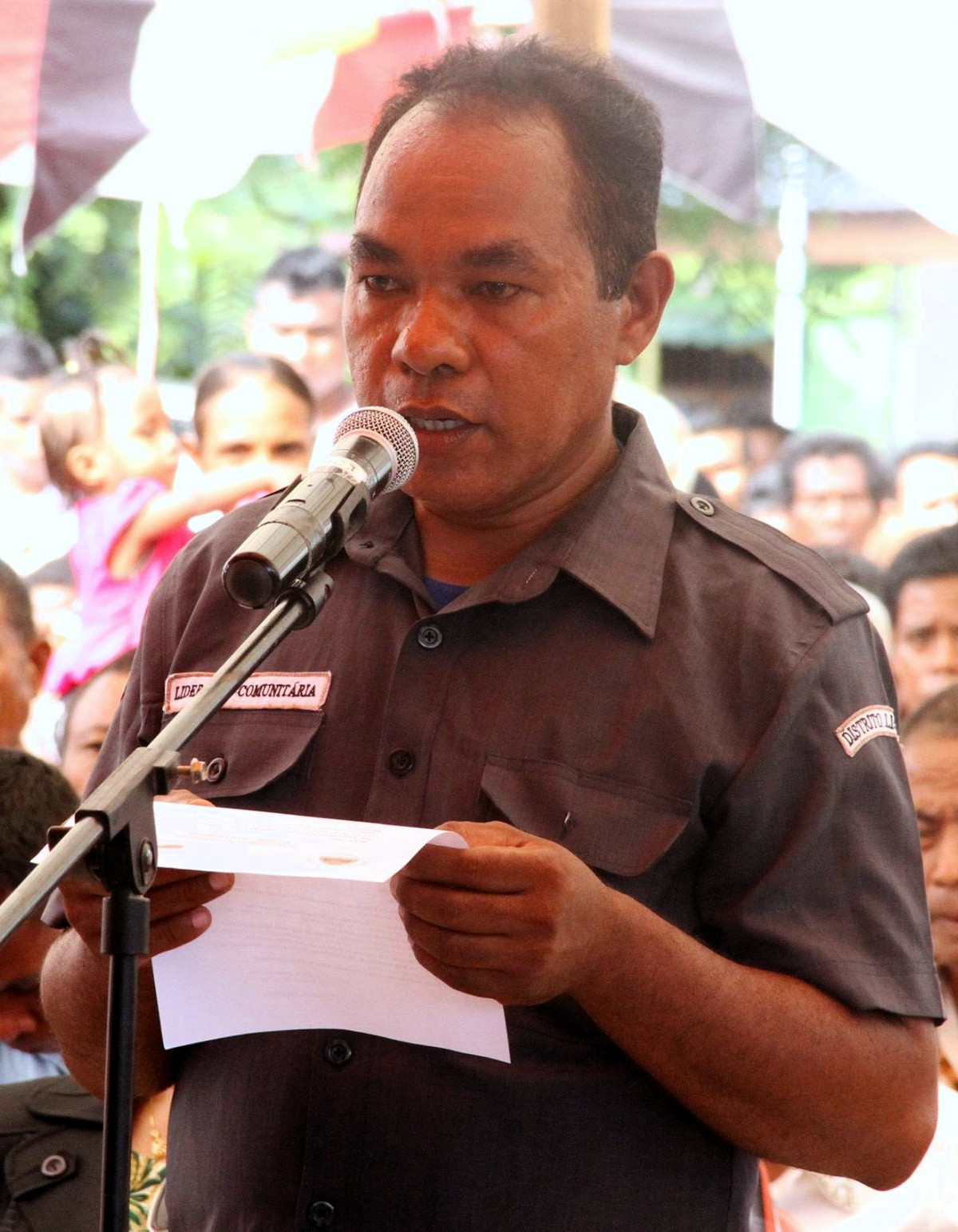
António dos Santos (2016)

Bei den Wahlen von 2004/2005 wurde António dos Santos zum Chefe de Suco gewählt und 2009 in seinem Amt bestätigt. Bei den Wahlen 2016 gewann Alcino Nunes und 2023 Aleixo de Araujo.
2023 wurden als Chefe de Aldeias gewählt: Paulino do S. Lopes (Darulara), Filomino Afonso (Delesuvati), Manuel Lopes (Lebumeta), Manuel Carion do Santos (Morae), Mariano L. do Santos (Nunuana), Almeiro do Santos (Pametapu) und Felix do Santos (Vila).

## Wirtschaft

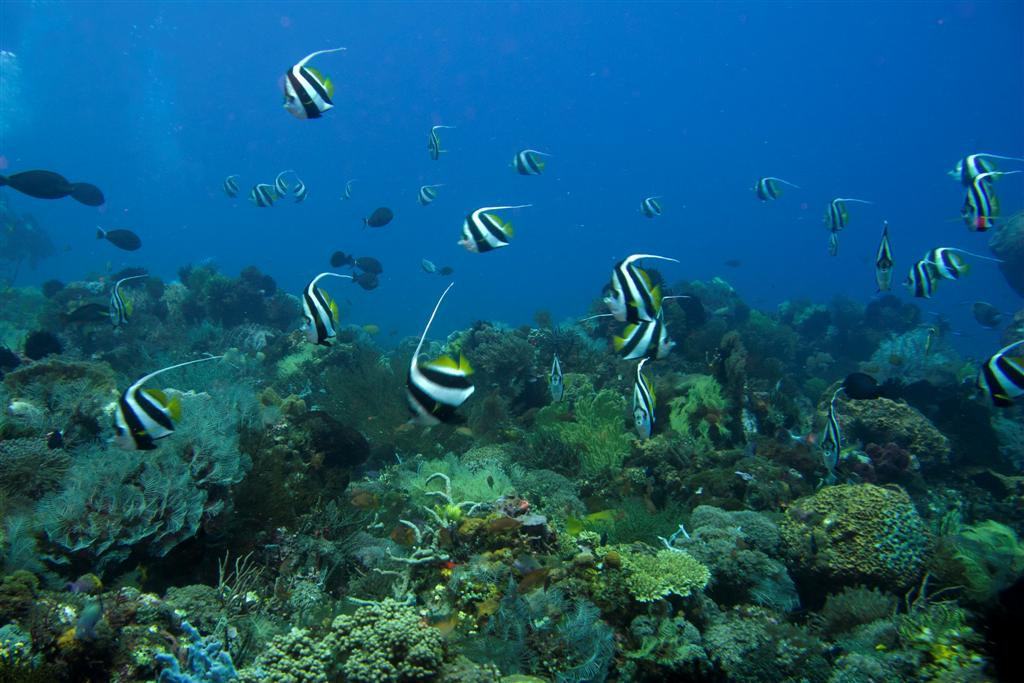
Gemeiner Wimpelfisch (Heniochus acuminatus) in Maubara

Vor der Küste des Ortes Maubara befinden sich Tauchplätze, die touristisch erschlossen sind.

## Persönlichkeiten
- Félix da Costa (* 1960), Politiker